# Andrés Mejuto
Severino Andrés Mejuto (Olivenza, 30 gennaio 1909 – Madrid, 22 febbraio 1991) è stato un attore spagnolo.

## Biografia
Nel 1924, a soli 15 anni, entrò nella compagnia teatrale La Barraca di Federico García Lorca, divenendo successivamente protagonista nell'opera teatrale Los cuernos de Don Friolera (1931).
Allo scoppio della Guerra Civile, si trasferì in Argentina ed entrò a far parte della compagnia di Margarita Xirgu. Iniziò quindi ad affermarsi come attore cinematografico ed uno dei suoi primi film, Espoir (1945) di André Malraux e Boris Peskine, tratta proprio della guerra civile spagnola.
Rientrato in patria nel 1957 come attore già affermato, riprese a recitare a teatro e diventò in poco tempo uno dei volti di spicco nei primi anni della televisione spagnola. Sul grande schermo apparve in produzioni di rilievo come Falstaff (1965) di Orson Welles e in parecchi film western di cui alcuni prodotti o coprodotti con l'Italia: Io uccido, tu uccidi (1965) e Dove si spara di più (1967), diretti da Gianni Puccini, Quei disperati che puzzano di sudore e di morte (1969) di Julio Buchs, Lo irritarono... e Sartana fece piazza pulita (1971) e La preda e l'avvoltoio (1973), diretti da Rafael Romero Marchent.
Fu attivo in teatro, anche con l'opera La Orestíada (1990) di José Carlos Plaza, fino a poco tempo prima della sua morte.

## Filmografia

### Cinema
- Los tres mosqueteros (1945)
- Espoir (1945)
- La dama duende (1945)
- El gran amor de Bécquer (1946)
- Inspiración (1946)
- Milagro de amor (1946)
- La copla de la Dolores (1947)
- Albéniz (1947)
- Recuerdos de un ángel (1948)
- Don Juan Tenorio (1949)
- La barca sin pescador (1950)
- Captura recomendada (1950)
- Una viuda casi alegre (1950)
- El heroico Bonifacio (1951)
- Café Cantante (1951)
- Mi viudo y yo (1954)
- La sfida di Capitan Rob (1955)
- La quintrala (1955)
- Pasos de angustia (1959)
- Siempre es domingo (1961)
- La spada del Cid (1962)
- Dulcinea incantesimo d'amore (1963)
- Le avventure di Scaramouche (1963)
- Sfida al re di Castiglia (1963)
- Falstaff (1965)
- Nuevo en esta plaza (1966)
- La corsa pazza di Sorella Sprint (1967)
- Los guardiamarinas (1967)
- Dove si spara di più, regia di Gianni Puccini (1967)
- Le canard en fer-blanc (1967)
- Le avventure e gli amori di Miguel Cervantes (1967)
- Violenza per una monaca (1967)
- Giugno '44 - Sbarcheremo in Normandia (1968)
- El día de mañana (1969)
- Quei disperati che puzzano di sudore e di morte (1969)
- Crystalbrain - L'uomo dal cervello di cristallo (Transplante de un cerebro), regia di Juan Logar (1970)
- Lo irritarono... e Sartana fece piazza pulita (1971)
- La preda e l'avvoltoio (Un dólar de recompensa), regia di Rafael Romero Marchent (1972)
- Il miglior sindaco, il re (1974)
- Proceso a Jesús (1974)
- Don Juan (1974)
- Un hombre como los demás (1974)
- Gatti rossi in un labirinto di vetro, regia di Umberto Lenzi (1975)
- Los pájaros de Baden-Baden (1975)
- A Venezia muore un'estate (1975)
- Tobi (1978)
- La escopeta nacional (1978)
- Buenas noches, señor monstruo (1982)
- Mir reicht's - ich steig aus (1983)
- Poppers (1984)
- La monja alférez (1987)

### Televisione
- Primera fila (1 episodio, 1963)
- Teatro de familia (1 episodio, 1963)
- Cuentos y leyendas (1 episodio, 1969)
- Teatro de siempre (8 episodi, 1967-1971)
- Juegos para mayores (1 episodio, 1971)
- A través de la tiniebla (1 episodio, 1971)
- Telecomedia de humor (1 episodio, 1971)
- Hora once (4 episodi, 1970-1972)
- Ficciones (2 episodi, 1972-1973)
- Noche de teatro (1 episodio, 1974)
- El teatro (1 episodio, 1974)
- Kara Ben Nemsi Effendi (2 episodi, 1975)
- Sergeant Berry (1 episodio, 1975)
- Original (1 episodio, 1975)
- El quinto jinete (1 episodio, 1975)
- Novela (14 episodi, 1965-1976)
- Mujeres insólitas (3 episodi, 1977)
- Que usted lo mate bien (1 episodio, 1979)
- Los mitos (2 episodi, 1979)
- Estudio 1 (20 episodi, 1967-1982)
- Veraneantes (5 episodi, 1985)